# Kazys Pėdnyčia
Kazys Pėdnyčia (* 6. November 1949 in Plaskūnai, Verwaltungsgemeinde Kruonis, Rajongemeinde Kaišiadorys) ist ein litauischer Jurist, Rechtsanwalt, ehemaliger Generalstaatsanwalt Litauens.

## Ausbildung
1956 bis 1960 besuchte Kazys Pėdnyčia die Grundschule Plaskūnai, 1960 bis 1964 die Achtjährige Schule Kalviai und 1964 bis 1967 die Mittelschule Kruonis. Nach dem Abitur absolvierte er den Militärdienst in der sowjetischen Armee. Von 1967 bis 1972 studierte er Jura an der Rechtsfakultät der Universität Vilnius und beendete das Studium als Diplom-Jurist.

## Karriere
1971 bis 1976 arbeitete Kazys Pėdnyčia als Ermittler (tardytojas) in der Staatsanwaltschaft Rayon Kėdainiai. Er war von 1976 bis 1984 als stellvertretender Staatsanwalt der Staatsanwaltschaft Panevėžys und von 1984 bis 1991 leitender Staatsanwalt der Staatsanwaltschaft für die Aufsicht des Gefängniswesens LSSR (Lietuvos pataisos darbų įstaigų priežiūros prokuratūra). Kazys Pėdnyčia wurde 1991 Richter des Obersten Gerichts (LR Aukščiausiasis Teismas) und blieb dies bis 1992. Er wurde dann 1992 Oberzollbeamte (LR vyriausiasis muitininkas) und hiernach von 1993 bis 1997 stellvertretender Direktor des Departaments für Staatssicherheit (Valstybės saugumo departamentas). Schließlich war er von
1997 bis 2000 Generalstaatsanwalt Litauens. Aus diesem Amt wurde er entlassen. Danach klagte er vor Gericht gegen die Entlassung und erhielt als Entschädigung 200.000 LTL (ca. 59.000 Euro), die Illegalität der Entlassung wurde aber nicht festgestellt.
2001 erhielt Kazys Pėdnyčia die Zulassung zum Rechtsanwaltsberuf und ist bisher als Anwalt in Strafsachen tätig.